# Robert d'Arbrissel
Robert d'Arbrissel (Arbrissel, Illa i Vilaine, 1047 - Orsan, Berry, 1116) fou un religiós bretó, predicador i anacoreta. Va fundar l'abadia de Fontevrault i la de La Roë, primeres d'un nou orde monàstic, l'Orde de Fontevrault. De vida modèlica, molt exigent i rigorós en la seva conducta, reformador monàstic i d'idees avançades (s'ha qualificat com a precursor del feminisme), va tenir conflictes amb les autoritats religioses i no ha estat mai beatificat, tot i els intents haguts durant el segle xvii. És conegut, però, com a beat Robert d'Arbrissel.

## Hagiografia
Robert va néixer a Arbrissel (Bretanya); era fill de Damalioch, prevere i rector del poble, descendent de bretons vinguts d'Anglaterra. Va ésser ordenat sacerdot en una data desconeguda i va succeir el seu pare com a rector d'Arbrissel. Va tenir part en l'elecció irregular del bisbe de Rennes Sylvestre de la Guerche en 1076, i quan aquest va ésser deposat, el 1078, Robert va haver de marxar exiliat a París.
Hi va estudiar teologia, potser amb Anselm de Laon, obtenint el doctorat i fent-se partidari de la reforma eclesiàstica de Gregori VII. El 1089 va tornar a Rennes, on tornava a ésser bisbe Sylvestre de la Guerche, qui el cridà per ajudar-lo en la seva tasca de reforma del clergat. El va nomenar ardiaca i, des d'aquest càrrec, lluità contra la simonia, el trencament de l'abstinència i el celibat i altres vicis dels clergues. En morir el bisbe, en 1093 i per evitar les represàlies dels contraris a la reforma, el nou bisbe Marbodi el va enviar a Angers, on ensenyarà teologia i coneixerà Geoffroi, abat de Vendôme, amb qui l'unirà una estreta amistat.

### Retir i vida monàstica
Vers 1095, Robert d'Arbrissel es retira a fer vida eremítica al bosc de Craon, en Anjou (França). Aviat, la seva fama de santedat va atraure altres eremites que l'imitaren. El bisbe d'Angers, Geoffroy de Mayenne, i el senyor de Craon li concediren un terreny al bosc perquè s'hi pogués establir amb una comunitat. Establí, llavors, amb els eremites una comunitat monàstica sota la regla dels canonges regulars que havia reformat feia poc Iu de Chartres. Aquesta comunitat, que esdevindrà abadia de la Roë, va ser organitzada en tres colònies: una era dirigida per ell mateix i les altres per Vidal de Savigny i Raoul de La Futaie, deixebles seus.
L'11 de febrer de 1096, Urbà II és a Angers, amb altres prelats i nobles de la regió. Robert el visita i predica davant seu en consagrar-se l'església de Craon. El papa, impressionat pel seu sermó, li atorga el títol de predicador apostòlic, amb el permís de predicar per universum mundum (a tot arreu). En 1100 assisteix, amb Bernard de Tiron, al concili de Poitiers.

### Fontevraud
La seva tasca de reforma havia tornat a atreura molta gent, de tota classe: clergues i laics, homes i dones. En les predicacions per l'Anjou, Maine i Normandia converteix moltes persones, entre elles un grup de prostitutes. Al davant d'aquest grup, Robert d'Arbrissel decideix de formar una nova comunitat on puguin viure cristianament. En 1101, amb l'ajut de Pere II, bisbe de Poitiers, estableix la comunitat, mixta (masculina i femenina), a Anjou, en un indret de la diòcesi de Poitiers, a la vall de Fontevraud (o Fontevrault), prop de Saumur.
La nova abadia era doble, amb comunitats separades de dones i homes, però formant-ne una de sola on podrien viure sense escàndol i apartats del món. La comunitat conjunta sempre estaria regida per una abadessa. Aquest caire innovador hi va atreure moltes dones de la noblesa, com la duquessa de Bretanya, Ermengarda d'Anjou, que convencé el seu germà, Folc V d'Anjou perquè donés suport al nou establiment. El model fou imitat i s'obriren altres monestirs similars, donant origen a l'Orde de Fontevrault.
Un cop consolidada la fundació, continuà la seva tasca d'apostolat i predicació per França. El 1104 assistí al concili de Beaugency, on el bisbe de Poitiers feu demanar l'aprovació del seu nou orde monàstic a la Santa Seu; el papa Pasqual II la concedí i prengué l'orde sota la seva protecció especial.
En 1115, veient propera la fi, Robert d'Arbrissel redacta els estatuts de Fontevraud amb les monges i fa nomenar una abadessa com a cap de la comunitat perquè el succeeixi: serà Pétronille de Chemillé, primera abadessa de Fontevrault. El mateix any, comença la fundació d'una nova comunitat, l'abadia de Cadouin.
Cau malalt i es retira al priorat d'Orsan, a la diòcesi de Bourges (Berry), on mor el 25 de febrer de 1116. Per desig seu, el seu cos serà portat a Fontevraud, però el cor restarà a Orsan. Després de la Revolució, durant unes obres el 1842 es retrobà la caixa de les seves restes; el 1847, amb autorització del bisbe, van ser traslladades al nou monestir de monges fontevristes de Chemillé, on són actualment.

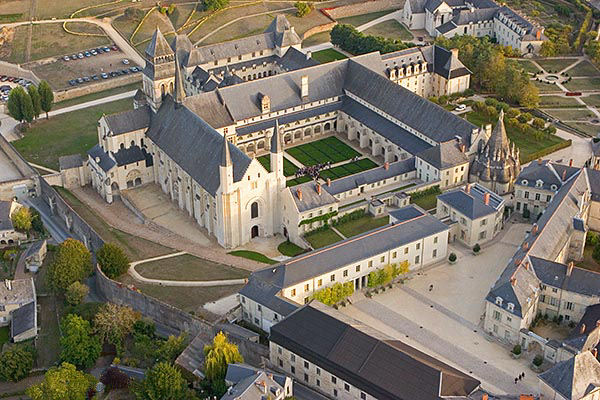
Abadia de Fontevraud
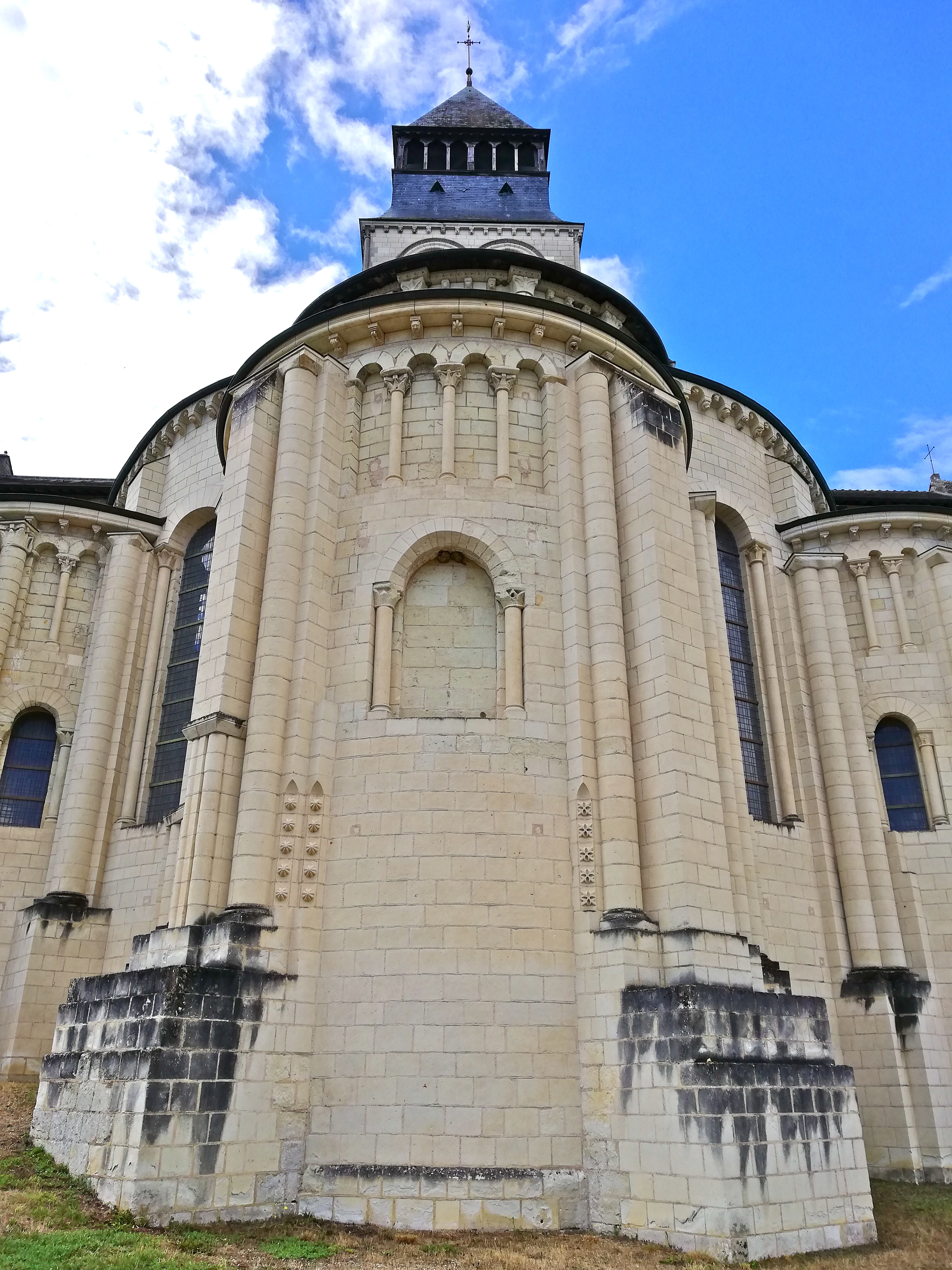
Capçalera de l'església
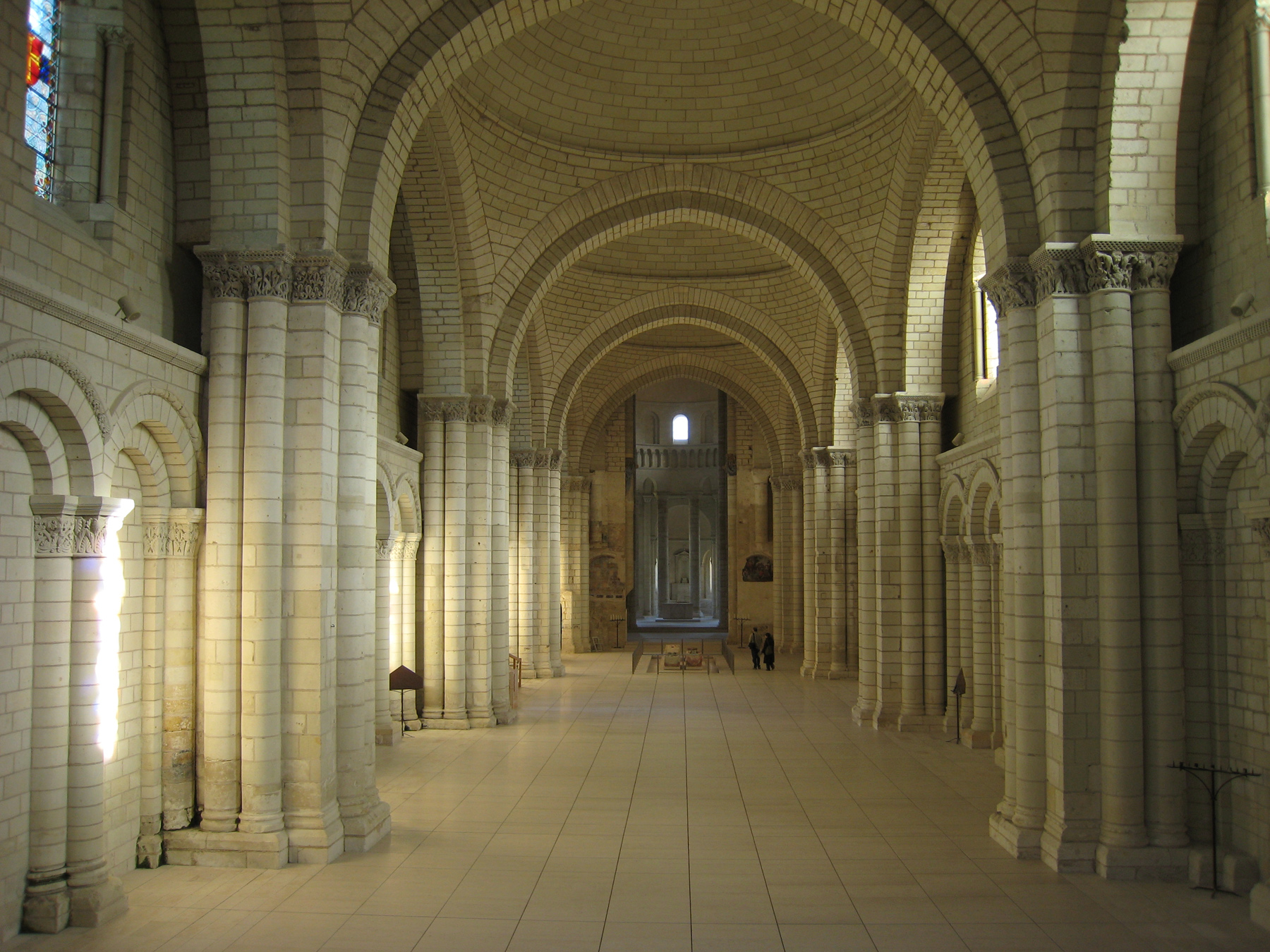
Nau i cor

## Veneració
Tingut com a sant ja en vida, mai no ha pujat als altars. En 1655, Jeanne-Baptiste de Bourbon, abadessa de Fontevraud i filla d'Enric IV de França, va fer col·locar les restes del fundador en un mausoleu de marbre amb l'epitafi que havia fet escriure Hildebert, bisbe de Le Mans:
| « | Attrivit lorica laïus, silis arida fauces, Dura famés stomacbum, lumina cura vigil. Induisit raro requiem sibi, rarius eseam. Gultura pascebat graraiue, corda Deo. Legibus est subjecta carq dominas rationis; Et sapor unus ei, sed sapor ille Deus. | » |

Ella mateixa va demanar a Innocenci X que el beatifiqués, demanda a la que es van sumar Lluís XIV de França i Enriqueta d'Anglaterra, però no van tenir èxit. L'acusació que va fer Geoffrey de Vendôme respecte a la indiscreció amb què feia les seves pràctiques ascètiques havia aixecat una controvèrsia que va aturar els intents de beatificació de Robert. Altres excentricitats de les que va ser acusat, i alguns escàndols que es van donar en algunes de les comunitats dobles van contribuir a fer que comencessin a córrer rumors infundats per desacreditar-lo. El fet que hagués dedicat una església a Santa Maria Magdalena, per exemple, es va interpretar com una "devoció" particular envers les prostitutes. De fet, amb el temps es va provar que alguns dels textos acusatoris eren falsificacions malintencinades.
Un nou intent de beatificació al segle xix tampoc no va reeixir. Tot i això, habitualment se li dona el títol de beat.

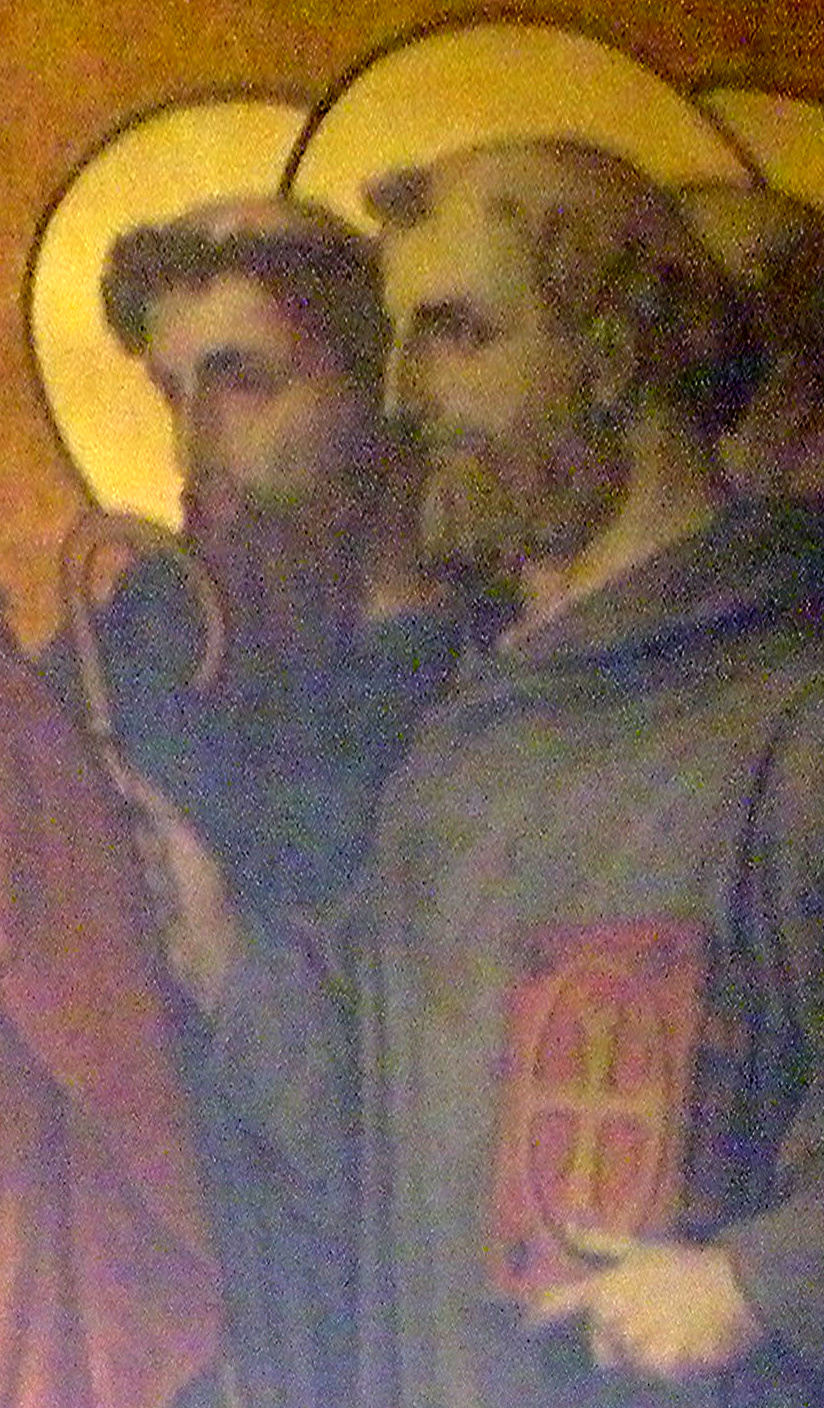
Robert d'Arbrissel, fresc d'Alphonse Le Henaff (Catedral de Saint-Pierre de Rennes), pintat entre 1871 i 1876
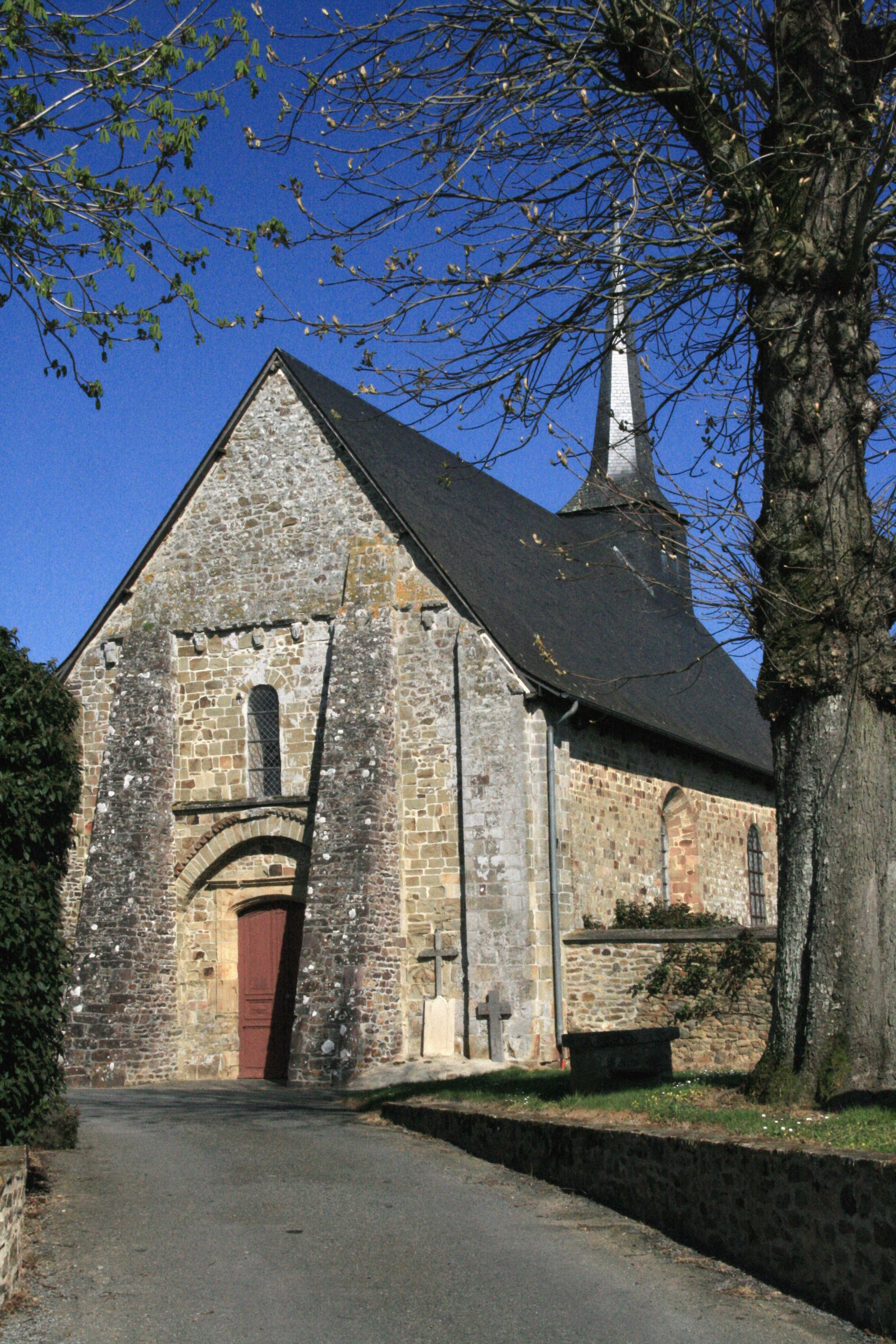
Parròquia d'Arbrissel, on va ésser rector Robert
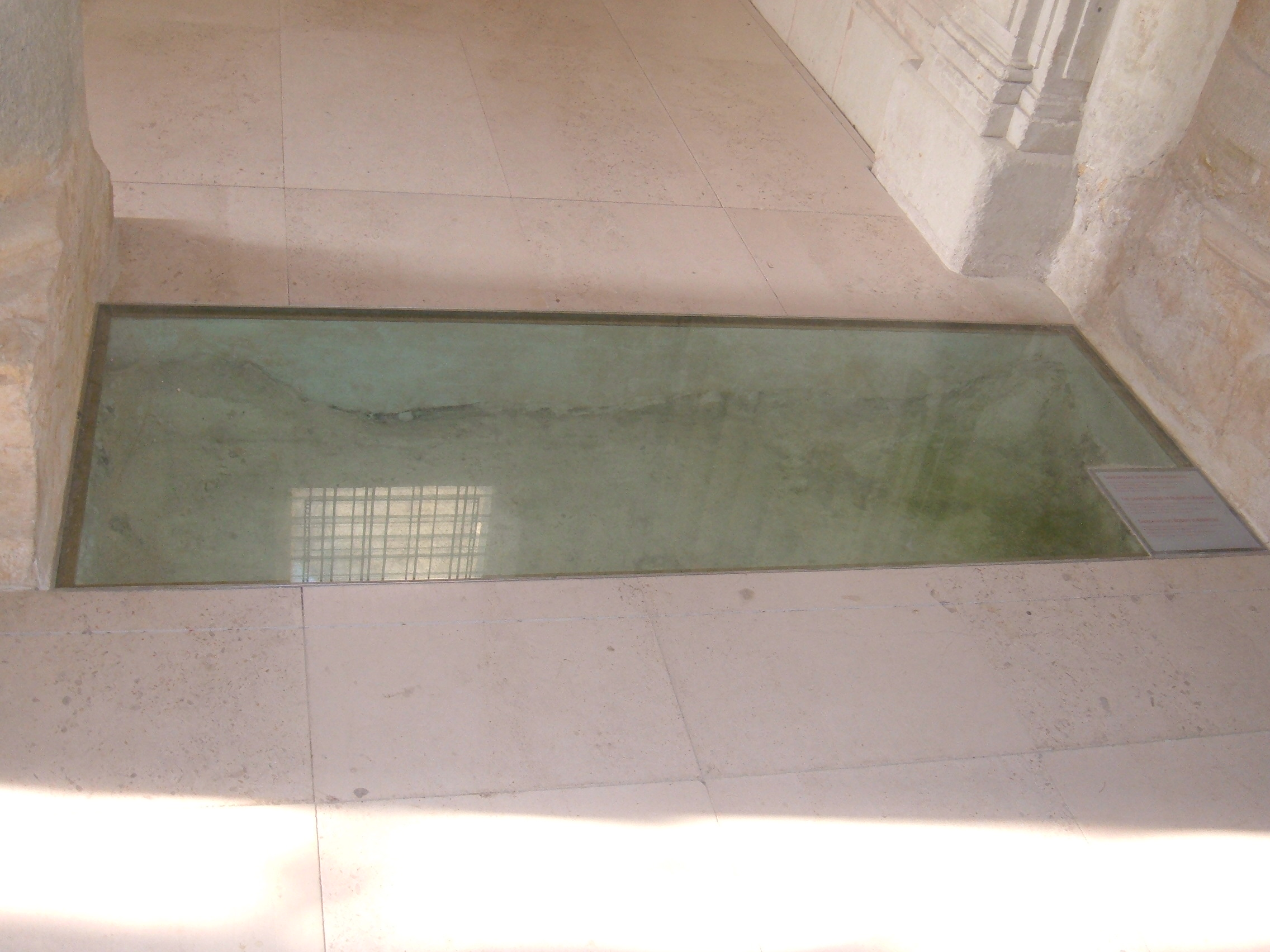
Lloc de la tomba de Robert d'Arbrissel a Fontevraud